# خلية الماريوت
خلية الماريوت وهي عبارة عن مجموعة إعلامية تابعة لقناة الجزيرة في قطر، وتتضمن 20 صحفي واعلامي من المصريين والأجانب (ومنهم أسترالي وبريطانيان وهولندية)، ولقد اتخذت من فندق الماريوت الواقع في منطقة الزمالك، في وسط القاهرة، مركزاً لعملياتها.
ولقد تم اتهامهم بقضية تزييف أخبار، وكشفت التحقيقات في القضية، أن المتهمين أسسوا شبكة إعلامية تزعمها أحد المصريين الذي كان عضوا في جماعة الإخوان المسلمين، ويحمل جنسية دولة كندا، وأتهمت هذه الشبكة الاعلامية بتزييف واصطناع مشاهد مصورة وبثها على خلاف حقيقتها عبر قناة الجزيرة لأجل تشويه سمعة مصر أمام المجتمع الدولي.
وقضت المحكمة التي عقدت بمعهد أمناء الشرطة بطرة جنوب القاهرة في سجن صحفيي الجزيرة محمد فهمي، وباهر محمد والأسترالي بيتر غريتسه ثلاث سنوات، وذلك في القضية التي واجهوا خلالها تهما ببث أخبار كاذبة واستخدام أجهزة بث دون ترخيص.
وقضت المحكمة على المتهمين بالحكم في السجن ثلاث سنوات بحضور المتهمين فهمي وباهر، في حين حُكم على بيتر غريسته غيابيا بعد ترحيله إلى بلاده بموجب قرار رئاسي في فبراير/ شباط الماضي.
وقضت المحكمة أيضا بالسجن لمدة ثلاث سنوات على أربعة متهمين آخرين في القضية ذاتها، فيما قضت ببراءة متهمين اثنين هما نورا حسن البنا وخالد عبد الرحمن.
وأصدر المرصد العربي لحرية الإعلام بيانا قال فيه: (إنه تلقى ببالغ الصدمة الحكم الذي أصدرته محكمة مصرية بالسجن المشدد ضد صحفيي قناة الجزيرة، معتبرا أن في ذلك مخالفة واضحة لنص المادة 71 من الدستور المصري الصادر عام 2014، والذي يجرم الحبس تماما بقضايا النشر والإعلام).
واعتبر رئيس الاتحاد الدولي للصحفيين جيم بوملحة أن قضية صحفيي قناة الجزيرة مسيسة، وأعرب عن قناعته الراسخة بأنهم أبرياء.
ولقد أدان الكاتب والصحفي محمد منير بشدة الأحكام الصادرة بحق صحفيي قناة الجزيرة، واعتبر أنه يمثل «انتهاكا» لحرية الصحافة عامة، وأشار إلى وجود احتجاجات شديدة ضد هذه الأحكام، وشدد على أن الجماعة الصحفية في مصر لا تسمح بالاعتداء عن الصحفيين مهما كانت توجهاتهم وانتماءاتهم.